# Gouvernement Maraite II
Maraite II est le nom de l'exécutif de la Communauté germanophone de Belgique formé par une coalition tripartite, associant la famille chrétien-démocrate, libérale et socialiste.
Cet exécutif a été institué le 5 décembre 1990 à la suite des élections régionales et communautaires et succède à l'Exécutif Maraite I. Le 10 septembre 1993, l'exécutif devenait officiellement gouvernement et le président de l'exécutif, Ministre-président, la dénomination ministre communautaire devenant ministre.
À la fin de son mandat, le 13 juin 1995, le Gouvernement Maraite III a succédé à ce gouvernement.

## Composition du Gouvernement
| Fonction | Titulaire | Titulaire           | Parti |
| --- | --------- | ------------------- | ----- |
| Président de l’Exécutif, ministre communautaire des Finances, de la Santé et de la Famille, du Sport et du Tourisme le 19 janvier 1994 : devient ministre-Président, ministre des Finances, de la Santé publique, de la Famille et des Personnes âgées, du Sport, du Tourisme, des Relations internationales et des Monuments et sites. |           | Joseph Maraite      | CSP   |
| Ministre communautaire de l’Enseignement et de la Formation, de la Culture, de la Jeunesse et de la Recherche scientifique |           | Bernd Gentges       | PFF   |
| Ministre communautaire des Médias, de la Formation des adultes, de la Politique des handicapés, de l’Aide sociale et de la Reconversion professionnelle |           | Karl-Heinz Lambertz | SP    |